# Lustigknopp
Lustigknopp é a montanha mais alta da província histórica da Gästrikland. O seu ponto mais alto tem 402 metros. Esta montanha está localizada na comuna de Ockelbo no extremo noroeste da província, no ponto onde se encontram as províncias históricas de Dalarna, Hälsingland e Gästrikland.